# جيمي باريديس
جيمي باريديس هو لاعب كرة قاعدة دومينيكاني، ولد في 25 نوفمبر 1988 في باجوس دي هاينا في جمهورية الدومينيكان.

## وصلات خارجية
- جيمي باريديس على موقع دوري كرة القاعدة الرئيسي (الإنجليزية)
- جيمي باريديس على موقع الدوري الياباني لكرة القاعدة (الإنجليزية)
- جيمي باريديس على موقع دوري كوريا الجنوبية لكرة القاعدة (الإنجليزية)
- جيمي باريديس على موقعبيزبول رفرنس.كوم (الدوري الرئيسي) (الإنجليزية)
- جيمي باريديس على موقعبيزبول رفرنس.كوم (الدوري الثانوي) (الإنجليزية)
- جيمي باريديس على موقع إي إس بي إن.كوم (أم.أل.بي) (الإنجليزية)
- جيمي باريديس على موقع مشجعي الرسوم البيانية (الإنجليزية)